# Donker Mag
Donker Mag (afrikanerski za "tamna moć") treći je studijski album južnoafričkog alternativnog hip hop sastava Die Antwoord. Album je 3. lipnja 2014. godine objavila diskografska kuća Zef Records.

## Popis pjesama
| 1.    | »Don't Fuk Me«          | 0:28 |
| 2.    | »Ugly Boy«              | 3:33 |
| 3.    | »Happy Go Sucky Fucky«  | 4:11 |
| 4.    | »Zars«                  | 1:05 |
| 5.    | »Raging Zef Boner«      | 3:19 |
| 6.    | »Pompie«                | 1:16 |
| 7.    | »Cookie Thumper!«       | 3:20 |
| 8.    | »Girl I Want 2 Eat U«   | 4:04 |
| 9.    | »Pitbull Terrier«       | 3:40 |
| 10.   | »Strunk«                | 4:30 |
| 11.   | »Do Not Fuk wif da Kid« | 1:03 |
| 12.   | »Rat Trap 666«          | 5:44 |
| 13.   | »I Don't Dwank«         | 3:25 |
| 14.   | »Sex«                   | 4:36 |
| 15.   | »Moon Love«             | 2:17 |
| 16.   | »Donker Mag«            | 3:20 |
| 49:52 |                         |      |

## Zasluge
Darkthrone
- Ninja – vokali, tekstovi, glazba, produciranje
- Yolandi Visser – vokali, tekstovi
- DJ Hi-Tek – produciranje, glazba, tekstovi, miksanje, snimanje

Ostalo osoblje
- Steve Fallone – mastering
- Ross Garrett – fotografija
- Leri! Poesbek – dizajn